# Serie A1 1972/73
Die Saison 1972/73 war die 39. Spielzeit der Serie A1, der höchsten italienischen Eishockeyspielklasse. Meister wurde zum insgesamt zweiten Mal in der Vereinsgeschichte der HC Bozen.

## Modus
Zunächst bestritten die neun Mannschaften eine gemeinsame Hauptrunde. Die vier bestplatzierten Mannschaften qualifizierten sich für die Finalrunde, in der der Meister ausgespielt wurde. Die übrigen fünf Mannschaften bestritten anschließend eine Platzierungsrunde. Die Punkte aus der Hauptrunde wurden in die Final- bzw. Platzierungsrunde übernommen. Für einen Sieg erhielt jede Mannschaft zwei Punkte, bei einem Unentschieden gab es einen Punkt und bei einer Niederlage null Punkte.

## Finalrunde
|    | Klub              | Punkte |
| -- | ----------------- | ------ |
| 1. | HC Bozen          | 39     |
| 2. | SG Cortina        | 39     |
| 3. | HC Meran          | 23     |
| 4. | HC Diavoli Milano | 22     |

Sp = Spiele, S = Siege, U = unentschieden, N = Niederlagen, OTS = Overtime-Siege, OTN = Overtime-Niederlage, SOS = Penalty-Siege, SON = Penalty-Niederlage

### Entscheidungsspiel um den Meistertitel
- HC Bozen – SG Cortina 5:4

## Platzierungsrunde
|    | Klub          | Punkte |
| -- | ------------- | ------ |
| 5. | HC Gherdëina  | 28     |
| 6. | HC Alleghe    | 27     |
| 7. | HC Bruneck    | 17     |
| 8. | Asiago Hockey | 11     |
| 9. | Auronzo       | 2      |

Sp = Spiele, S = Siege, U = unentschieden, N = Niederlagen, OTS = Overtime-Siege, OTN = Overtime-Niederlage, SOS = Penalty-Siege, SON = Penalty-Niederlage

## Meistermannschaft
Robert Baumgartner – Giancarlo Benvenuti – Rolando Benvenuti – Roman Blaas – Franco Gallo – Robert Gamper – Giorgio Gasser – Giovanni Gasser – Hubert Gasser – Martin Innerebner – Thomas Mair – Gérard Morin – Gino Pasqualotto – Raimondo Refatti – Günther Schrott – Herbert Strohmaier – Romeo Tigliani – Arnaldo Vattai. Trainer: Gérard Morin – Gino Camin